# Salicornioideae
Salicornioideae, potporodica biljaka, dio porodice štirovki. Potporodica je opisana 1934. i sastoji se od 12 rodova.
Ime je došlo po rodu caklenjača (Salicornia) s pedesetak vrsta jednogodišnjeg raslinja i grmova raširenog po cijelom svijetu

## Rodovi
1. Kalidium Moq. (6 spp.)
2. Halopeplis Ung.-Sternb. (3 spp.)
3. Halostachys C. A. Mey. (1 sp.)
4. Halocnemum M. Bieb. (2 spp.)
5. Heterostachys Ung.-Sternb. (2 spp.)
6. Allenrolfea Kuntze (3 spp.)
7. Arthrocaulon Piirainen & G. Kadereit (3 spp.)
8. Microcnemum Ung.-Sternb. (1 sp.)
9. Arthroceras Piirainen & G. Kadereit (1 sp.)
10. Tecticornia Hook. fil. (46 spp.)
11. Mangleticornia P. W. Ball, G. Kadereit & Cornejo (1 sp.)
12. Salicornia L. (59 spp.)